# Aleqa Hammondová
Aleqa Hammondová (nepřechýleně: Hammond, * 23. září 1965, Narsaq) je grónská politička, bývalá poslankyně dánského parlamentu a grónská premiérka v letech 2013 až 2014.

## Životopis

### Mládí a práce
Aleqa Hammonsová se narodila 23. září 1965 v Narsaqu a vyrůstala v Uummannaqu jako dcera Piitaaraqa Johansena a Ane-Marie Hammondových. Její otec, zemřel na lovu poté, co se propadl ledem. Hammondové bylo v tu dobu sedm let. V 15 letech začala sama cestovat po světě. Ve svých 25 letech už navštívila 50 zemí. Hovoří sedmi jazyky včetně němčiny. V letech 1985 až 1987 navštěvovala gymnázium v Aasiaatu, poté se přestěhovala do kanadského Iqaluitu, kde v letech 1989–1991 navštěvovala Nunavut Arctic College. Poté v letech 1991–1993 studovala na Grónské univerzitě. Studium však nedokončila.
V roce 1993 začala pracovat pro společnost Grónská turistika regionální koordinátorka v zátoce Disko. V roce 1994 využila hotelový pokoj a vědomě poskytla kreditní kartu, která byla zablokována (z důvodu předchozího zneužití) k úhradě účtu ve výši 5 000 Korun, a v roce 1996 byla odsouzena za podvod. V roce 1995 se stala informační úřednicí v sekretariátu vlády, poté pracovala pro Nuuk Tourism. V letech 1999–2003 byla komisařkou Inuitské cirkumpolární rady a pracovala také na arktických zimních hrách v roce 2002. V letech 2004–2005 pracovala v cestovním ruchu v Qaqortoqu jako turistická průvodkyně. V roce 2005 se provdala za Georga Nyegaarda, ředitele dánského muzea v Qaqortoqu.

### Politická kariéra
V listopadu 2005 byla poprvé zvolena do Grónského parlamentu za Pokrokovou stranu a byla jmenována ministryní pro rodiny a spravedlnost ve vládě Hanse Enoksena. V roce 2007 se stala ministryní financí a zahraničních věcí, ale v roce 2008 oficiálně odstoupila na protest proti výši vládního rozpočtového deficitu. Poté, co Pokroková strana prohrála volby v roce 2009, nahradila Hanse Enoksena v čele strany.

#### Premiérka Grónska

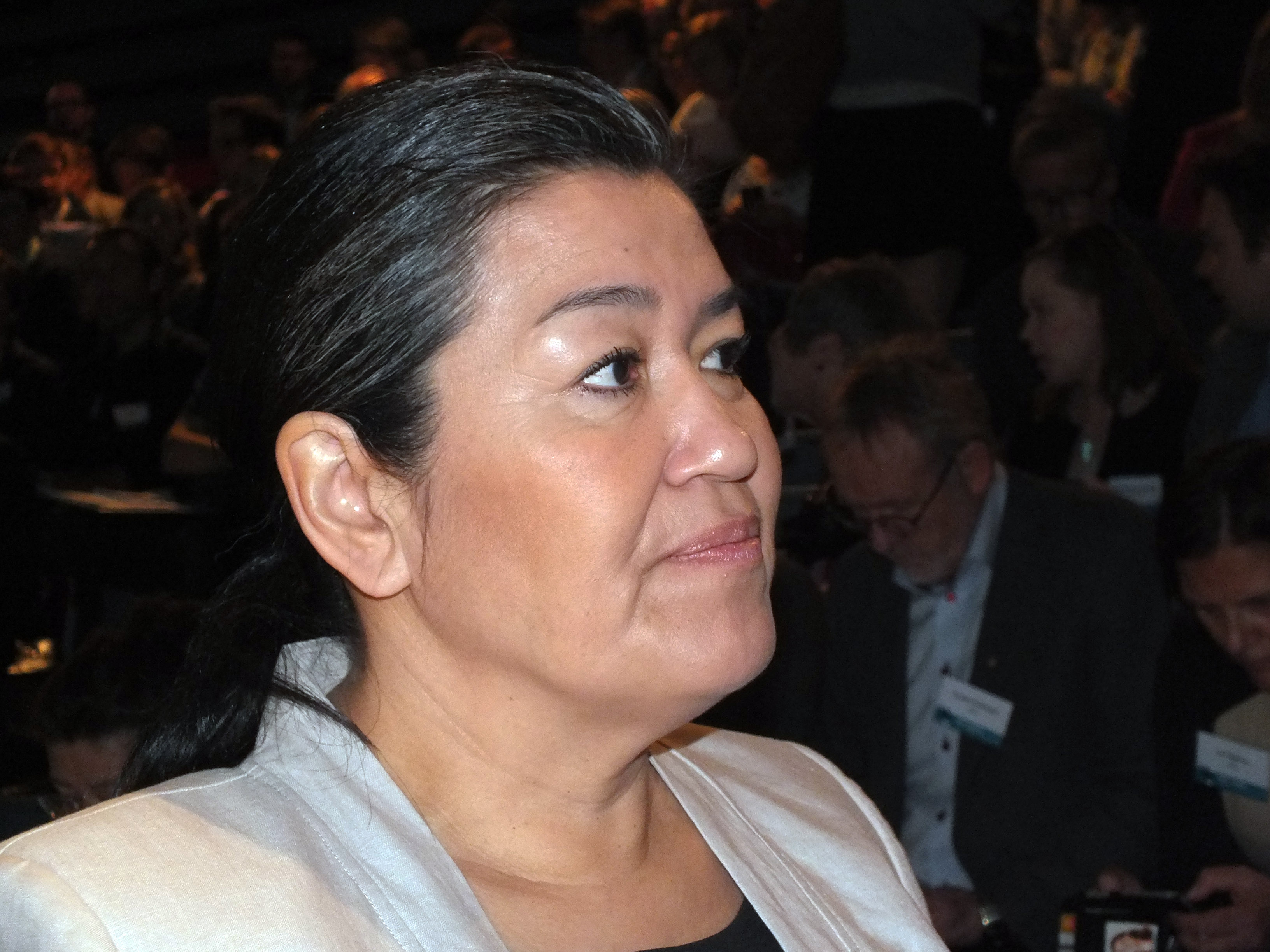
Aleqa Hammond v roce 2013

Ve volbách v roce 2013 získala historicky nejvyšší počet preferenčních hlasů a stala se premiérkou. Po volbách vyjádřila naději, že se Grónsko stane nezávislou zemí. Řekla k tomu: „Mluvíme o budování národa na mentální úrovni. Postavíme se jako národ a budeme požadovat to, co nám právem náleží. Převezmeme odpovědnost za sebe a za své rodiny. A jako politici převezmeme odpovědnost za naši zemi“. Za cíl vlády kladla zvýšení ekonomické životaschopnosti Grónska využitím jeho nerostných zdrojů. Dne 23. října téhož roku Strana Inuitů opustila vládu kvůli neshodám ohledně zrušení zákazu těžby uranu. Koalice však stále měla většinu, i když ji tvořily pouze Siumut a Atassut, takže kabinet mohl pokračovat.
Dne 1. října 2014 rezignovala poté, co vyšlo najevo, že nesprávně utratila přes 100 000 korun (asi 14 000 eur) z rozpočtových prostředků a nevrátila je, načež z vlády odešla i strana Atassut. Úřadujícím premiérem se stal Kim Kielsen, který ji také vystřídal v čele strany Siumut. V následujících parlamentních volbách Hammondová nekandidovala.

#### Poslankyní Folketingu a Grónského parlamentu
V roce 2015 byla zvolena do dánského Folketingu. S 3 745 hlasy získala nejvyšší počet preferenčních hlasů v Grónsku. V srpnu 2016 vyšlo najevo, že opět platila soukromé nákupy kreditní kartou z dánského parlamentu. Její strana ji nechala rozhodnout, zda se vzdá mandátu ve Folketingu, nebo bude ze strany vyloučena. Aleqa Hammondová se nakonec stala nestraničkou v dánském parlamentu a 26. srpna 2016 byla ze Siumutu vyloučena.
V roce 2017 se po dohodě o podpoře středopravicové vlády stala předsedkyní grónského výboru. Dne 31. března 2018 oznámila svou kandidaturu do Grónského parlamentu za stranu Nunatta Qitornai. Strana se ve volbách téhož roku dostala do parlamentu. Ministrem ve vládě Kima Kielsena byl jmenován předseda strany Vittus Qujaukitsoq, na jeho místo v parlamentu postoupila Hammondová, čímž získala dvojí mandát. V dánských parlamentních volbách roku 2019 se jí nepodařilo obhájit mandát ve Folketingu.

### Bez mandátu
V parlamentních volbách v roce 2021 znovu kandidovala za Nunatta Qitornai a získala 271 hlasů, o dva více než lídr strany Vittus Qujaukitsoq, strana však ve volbách neuspěla a Hammondová z Inatsisartutu vystoupila.
Dne 23. října 2021 se na pozvání předsedy Siumutu Erika Jensena vrátila do své bývalé strany.